# Cavese 1919 2024-2025
Questa voce raccoglie le informazioni riguardanti la Cavese 1919 nelle competizioni ufficiali della stagione 2024-2025.

## Rosa
Aggiornata al 16 giugno 2025.
| N. |                           | Ruolo | Calciatore          |
| -- | ------------------------- | ----- | ------------------- |
| 1  | Italia (bandiera)         | P     | Domenico Lamberti   |
| 2  | Italia (bandiera)         | D     | Benedetto Barba     |
| 3  | Italia (bandiera)         | C     | Gaetano Vitale      |
| 7  | Italia (bandiera)         | A     | Daniele Sorrentino  |
| 8  | Guinea (bandiera)         | C     | Amara Konate        |
| 10 | Italia (bandiera)         | A     | Giuseppe Fella      |
| 11 | Italia (bandiera)         | D     | Mattia Maffei       |
| 12 | Italia (bandiera)         | P     | Valerio Boffelli    |
| 16 | Italia (bandiera)         | C     | Salvatore Pezzella  |
| 17 | Italia (bandiera)         | C     | Pasquale Marranzino |
| 18 | Italia (bandiera)         | D     | Luca Piana ()       |
| 19 | Costa d'Avorio (bandiera) | C     | Adama Diarrassouba  |
| 20 | Senegal (bandiera)        | A     | Abou Diop           |

| N. |                   | Ruolo | Calciatore          |
| -- | ----------------- | ----- | ------------------- |
| 21 | Italia (bandiera) | C     | Giuseppe Fornito    |
| 22 | Italia (bandiera) | P     | Gennaro Di Somma    |
| 23 | Italia (bandiera) | D     | Pietro Saio         |
| 24 | Italia (bandiera) | A     | Gianluca Vigliotti  |
| 25 | Italia (bandiera) | D     | Manuel Peretti      |
| 27 | Italia (bandiera) | D     | Ciro Loreto         |
| 28 | Italia (bandiera) | C     | Matteo Marchisano   |
| 32 | Italia (bandiera) | C     | Francesco Citarella |
| 34 | Italia (bandiera) | D     | Agostino Rizzo      |
| 73 | Italia (bandiera) | D     | Lorenzo Tropea      |
| 77 | Gambia (bandiera) | A     | Ismaila Badje       |
| 99 | Italia (bandiera) | C     | Mario Barone        |